# ماونت هوپ (کانزاس)
ماونت هوپ (به انگلیسی: Mount Hope) شهری در ایالت کانزاس کشور ایالات متحده آمریکا است که جمعیت آن در سرشماری سال ۲۰۱۰ میلادی، ۸۱۳ نفر بوده‌است.